# 네바다주의 통계 지구

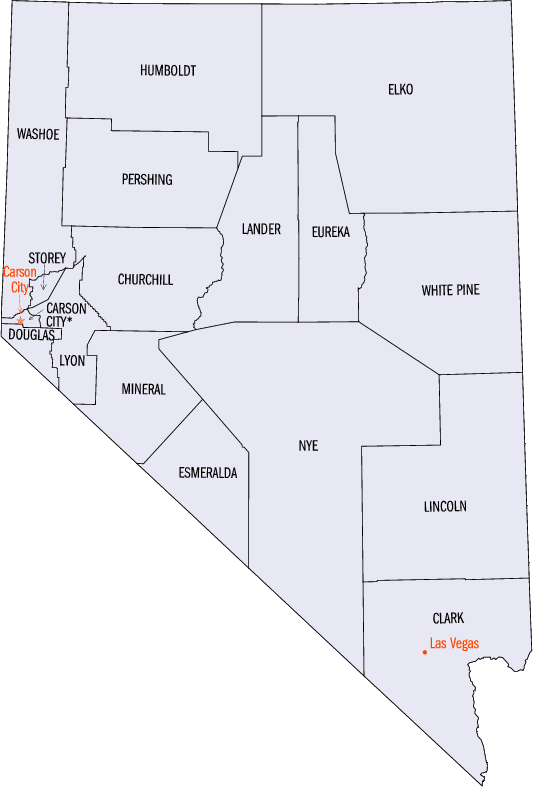
네바다 주의 군들

네바다의 주기

네바다의 통계 지구(Nevada Statistical Area)는 네바다 주에 있는 통계 지구이다.

## 배치도
| 복합 통계 지구           | 인구      | 핵심 기반 통계 지구                 | 인구      | 군         | 인구      |
| ------------------------ | --------- | ----------------------------------- | --------- | ---------- | --------- |
| 라스베이거스-헨더슨 지구 | 2,313,238 | 라스베이거스-헨더슨-패러다이스 지구 | 2,266,715 | 클라크     | 2,266,715 |
| 라스베이거스-헨더슨 지구 | 2,313,238 | 파럼프 지구                         | 46,523    | 나이       | 46,523    |
| 레노-카슨시티-펀리 지구  | 637,973   | 레노-스팍스 지구                    | 475,642   | 와슈       | 471,519   |
| 레노-카슨시티-펀리 지구  | 637,973   | 레노-스팍스 지구                    | 475,642   | 스토리     | 4,123     |
| 레노-카슨시티-펀리 지구  | 637,973   | 펀리 지구                           | 57,510    | 라이언     | 57,510    |
| 레노-카슨시티-펀리 지구  | 637,973   | 카슨시티 지구                       | 55,916    | 카슨시티   | 55,916    |
| 레노-카슨시티-펀리 지구  | 637,973   | 가드너빌랭커스 지구                 | 48,905    | 더글러스   | 48,905    |
| 없음                     | 없음      | 엘코 지구                           | 54,807    | 엘코       | 52,778    |
| 없음                     | 없음      | 엘코 지구                           | 54,807    | 유레카     | 2,029     |
| 없음                     | 없음      | 펄롱 지구                           | 24,909    | 처칠       | 24,909    |
| 없음                     | 없음      | 윈네무카 지구                       | 16,831    | 험볼트     | 16,831    |
| 없음                     | 없음      | 없음                                | 없음      | 화이트파인 | 9,580     |
| 없음                     | 없음      | 없음                                | 없음      | 퍼싱       | 6,725     |
| 없음                     | 없음      | 없음                                | 없음      | 랜더       | 5,532     |
| 없음                     | 없음      | 없음                                | 없음      | 링컨       | 5,183     |
| 없음                     | 없음      | 없음                                | 없음      | 미네랄     | 4,505     |
| 없음                     | 없음      | 없음                                | 없음      | 에스메랄다 | 873       |
| 네바다                   | 네바다    | 네바다                              | 네바다    | 네바다     | 3,080,156 |

## 참고
- 인구 수는 2019년 기준이며 단위는 '명'이다.
- 카슨시티는 네바다주 행정 기관들이 있기 때문에 굵은 글씨로 표기했다.

## 같이 보기
- 대도시 통계 지구